# 森翼
森翼（MORI Tsubasa，1991年10月18日—），日本女子水球運動員，亦為日本國家女子水球隊成員。福岡縣出生，現就讀於琵琶湖成蹊體育大學大学院，隸屬於琵琶湖CNC水球俱樂部。

## 簡歷
2014年9月，森翼代表日本出戰韓國仁川舉行的亞運會水球比賽項目，協助球隊贏得銀牌。